# Xã Arrington, Quận Wayne, Illinois
Xã Arrington (tiếng Anh: Arrington Township) là một xã thuộc quận Wayne, tiểu bang Illinois, Hoa Kỳ. Năm 2010, dân số của xã này là 409 người.